# Xeik Jarrah
Xeic Jarrah (també escrit Sheikh Jarrah, seguint la transcripció en l'anglès) (àrab: الشيخ جراح, ax-Xayẖ Jarrāḥ; hebreu: שייח' ג'ראח‎), és un barri predominantment palestí a Jerusalem Est, uns dos quilòmetres al nord de la ciutat vella, a la carretera cap a la muntanya Scopus. Té una població aproximada d'uns tres mil habitants i rep el seu nom de la tomba del segle xiii del xeic Jarrah, un metge de Saladí, que se situa en les seves proximitats. El barri modern va ser fundat el 1865 i es va convertir gradualment en centre residencial de l'elit musulmana de Jerusalem, i especialment de la família al-Husayni. Després de la guerra araboisraeliana de 1948, va quedar en terra de ningú entre la Jerusalem Est ocupada per Jordània i la Jerusalem Oest ocupada per Israel. Després de la Guerra dels Sis Dies el 1967, Israel manté ocupat Xeic Jarrah juntament amb la resta de Jerusalem Est. Avui dia, és el centre d'una sèrie de litigis legals per la propietat dels seus habitatges entre palestins i israelians. La majoria de la seva població palestina actual descendeix dels refugiats expulsats de barri de Talbiya a la guerra de 1948.

## Història

### Fundació en el segle XII
El barri àrab de Xeic Jarrah va ser originalment un poble batejat en honor de Hussam al-Din al-Jarrahi, un emir i metge personal de Saladí, el cap militar musulmà l'exèrcit del qual va recuperar Jerusalem de mans dels Creuats al segle XII. El xeic (sheij) Hussam va rebre el títol honorífic de jarrah (جراح), que significa 'sanador' o 'cirurgià' en àrab.
El xeic Jarrah va establir una zàuiya (petita mesquita o escola) coneguda com la Zawiya Jarrahiyya. Posteriorment, va ser enterrat sota l'escola. El 1201 es va construir una tomba en el seu honor que es va convertir en destí de devots i viatjants. Un edifici de pedra de dues plantes amb un molí de farina, el Qasr el-Amawi, es va construir davant de la tomba al segle xvii.

### Desenvolupament en elseglexix
El barri Xeic Jarrah es va establir en els vessants de la muntanya Scopus, prenent el seu nom de la tomba del xeic Jarrah. Les primeres construccions d'habitatges van ser iniciades el 1865 per un important notable de la ciutat, Rabah al-Husayni, que va construir una gran mansió entre les oliveres a prop de la tomba del xeic Jarrah i fora de la Porta de Damasc. Aquesta acció va motivar que molts altres notables musulmans de la ciutat vella emigressin a la zona i construïssin nous habitatges, incloent-hi els Nashashibis, que van construir cases en les zones nord i est del barri. Xeic Jarrah va començar a créixer com a nucli musulmà entre les dècades de 1870 i 1890. Es diu que l'oració a la tomba del xeic Jarrah porta bona sort, sobretot als que crien pollastres i ous. D'aquesta manera es va convertir en el primer barri de Jerusalem de majoria musulmana fora de les muralles de la Ciutat Vella. A la part occidental, les cases eren més petites i estaven més disperses.
Xeic Jarrah es va conèixer localment com el «barri Husayni» pel fet que la casa del seu fundador, Rabah al-Husayni, es va convertir en el nucli de barri. Altres membres de la família Husayni es van anar establint gradualment allà, inclòs l'alcalde de Jerusalem Salim al-Husayni, així com Xukri al-Husayni, tresorer del Ministeri d'Educació de la capital otomana, Istanbul. Un altre notables que es van traslladar al barri van ser Faydi Efendi Shaykh Yunus, custodi de la mesquita d'Al-Aqsa i la cúpula de la Roca, i Rashid Efendi al-Nashashibi, un membre de Consell Administratiu del Districte. El 1895 es va construir una mesquita sobre la tomba del xeic Jarrah, a la carretera de Nablus, al nord de la ciutat vella i de la colònia Americana. El 1898 es va construir també al barri la St. George School anglicana, que aviat es va convertir en la institució d'educació secundària a la qual l'elit de Jerusalem enviava als seus fills.